# Repa Corona
La Repa Corona è una struttura geologica della superficie di Venere.